# Marc Goosens
Marc Goosens, manchmal auch Marc Goossens (* in Flandern; † 12. November 1968 bei Onitsha, Nigeria) war ein belgischer Söldner im jemenitischen Bürgerkrieg und im Biafra-Krieg.

## Leben
Goosens diente als Offizier in der belgischen Armee. In dieser Funktion war er während der Simba-Rebellion als Militärberater für die kongolesische Regierung tätig. Während des Bürgerkrieges im Jemen bildete er zusammen mit anderen Kongo-Veteranen royalistische Rebellen aus. Unter dem Kommando von Rolf Steiner gehörte er zu jenem Dutzend Söldnern, die sich mit großem Einsatz für die Streitkräfte Biafras engagierten. Beim vergeblichen Versuch Taffy Williams’, Onitsha von den nigerianischen Streitkräften zurückzuerobern, wurde Goosens durch einen Schuss in die Leber getötet.
Unter dem Titel Biafra: Final Mission veröffentlichte Paris Match am 30. November 1968 eine dramatische Fotoserie von Gilles Caron, die den Abtransport der Leiche Goosens’ durch Soldaten Biafras zeigte.
Goosens gehört zu jenen fünf gefallenen Söldnern, denen Frederick Forsyth seinen Roman Die Hunde des Krieges widmet. Goosens soll das Vorbild für die Figur des Söldners Marc Vlaminck in Forsyth’ Roman sein.